# Нури, Брва
Брва Хекмат Нури (перс. بروا نوری‎, 23 января 1987 года, Урмия) — шведско-иранский футболист, иракский курд. Полузащитник.

## Биография
Родился в курдской семье в Иране. Вырос в Швеции. Выступал за юношеские сборные страны.
В октябре 2016 года вызван в сборную Ирака.

## Достижения
Эстерсунд:
- Обладатель Кубка Швеции: 2016/17